# Ragualdo da Suécia
Ragualdo ou  Ragnualdo (n. em data desconhecida – m. Karleby, entre 1120 e 1130) - mencionado habitualmente em sueco como Ragnvald ou como Ragnvald Knaphövde ("Ragualdo Cabeça Redonda", em alusão a um recipiente de bebida do tamanho da cabeça de um homem) – foi rei da Suécia na década de 1120. 
Foi morto em 1126, quando chegou à assembleia popular de Karleby para ser aclamado rei na Västergötland, depois de ter sido recentemente aclamado rei na Svealand.                                                                                                                                                                                                                                                

O décimo foi o rei Rangwaldær, ousado e orgulhoso. Cavalgou até Karleby sem os acompanhantes preceituados pela tradicão e, por esta irreverência que mostrou a todo o povo da Västergötland, teve uma morte ignominiosa. Depois disso, a Västergötland foi governada por bons homens da lei e governadores de condado. E então todos estavam seguros no seu país.

— Kungalängden (escrita por volta de 1240 pelo ”Padre de Vidhem” e anexada à Lei da Västergötland; conservada no manuscrito KB B 59 da Biblioteca Nacional da Suécia

## Vida
Sabe-se muito pouco sobre Ragualdo; alguns acreditam que podia eventualmente ser filho de Ingo I, enquanto outros não acreditam que tinha alguma relação com os monarcas suecos anteriores. Está mencionado num curto artigo da Lista dos Reis (Kungalängden) da Lei da Gotalândia Ocidental (Västgötalagen), onde é descrito como "ousado e arrogante", tendo sido morto pela população da Västergötland, que o não aceitou como rei. 